# Alexandre Peixe
Alexandre Peixe (, 14 de fevereiro de 1974) é um cantor e compositor brasileiro.
Iniciou a carreira como compositor ainda jovem em 1993. Com apenas quatorze anos, Alexandre Peixe começou a ouvir dos amigos que suas canções tinham que ser gravadas por artistas já consagrados. Batendo de porta em porta chegou até Ricardo Chaves, que gravou pela primeira vez uma composição de sua autoria.
Hoje, são mais de 40 composições emplacadas que embalaram muitas edições de carnaval de Salvador e micaretas pelos quatro cantos do país.[carece de fontes?] Suas músicas fizeram sucesso na voz de diversos artistas baianos, dentre eles podemos destacar: Nana ê, do Chiclete Com Banana, Tá Tudo Bem, de Ivete Sangalo e diversas músicas da Daniela Mercury, Babado Novo, Asa de Águia, Cheiro de Amor, Netinho, É o Tchan, Pimenta N'ativa, Patchanka, As Meninas, Claudia Leitte, Araketu, Jammil e Uma Noites, Ricardo Chaves, KLB, César Menotti e Fabiano, Jorge e Mateus, Maria Cecília e Rodolfo, Latino, dentre outros.

## Carreira e discografia
Peixe tocava guitarra em uma banda de rock com amigos da escola, no final dos anos 80 e participava de concursos de música no Colégio Antônio Vieira. Em 1998 começou a trilhar sua carreira de cantor profissionalmente com a Banda Baranga Pintada.
Em 2005, Peixe deslanchou com o projeto “Alexandre Peixe canta Axé das Antigas” pelos palcos da capital baiana e com CD “Acústico Luau Bahia”.
No verão de 2005 começa a investir para valer em sua carreira como cantor e lança o projeto "Axé das Antigas", onde o cantor resgatou sucessos da axé-music de antigamente. A partir daí gravou um cd intitulado Luau Bahia, distribuído pela EMI.
O segundo CD nomeado “Alexandre Peixe Ao Vivo em Salvador” foi um registro deste repertório que fazia parte do projeto “Axé das Antigas” juntamente com algumas canções inéditas como “Não vale a pena te esquecer” – o primeiro sucesso como cantor.
O primeiro DVD, “100% Peixe” (2007) traz dez composições de Peixe (a maioria em parceria com Beto Garrido) que fizeram sucesso na voz de outros intérpretes em uma batida mais intimista e acústica.
O segundo registro, CD e DVD “Peixe ao vivo em Salvador” (2008) pontua a carreira do artista no cenário brasileiro com mais força. Com repertório quase todo autoral, onde as grandes canções de sua carreira como "Não Vale a Pena Te Esquecer" e "Você Vai Pirar" dividem espaço com várias inéditas: “Eu sou mais você”, "Não Dá Pra Te Perder" com incidental de "Back On The Chain Gang", dos Pretenders; "Pra Falar a Verdade", de refrão contagiante; "E Você Nem Aí" que vem para cadenciar o clima, num momento acústico, quando o cello dá o tom romântico da letra apaixonada.
São 11 faixas inéditas e algumas participações especiais: Durval Lelys, o vocalista do Asa de Águia, empresta sua voz à música "Me Liga", sucesso da carreira de ambos. Larissa Luz, a voz feminina do Araketu, divide com Peixe os vocais de "Sem Essa!". E a dupla sertaneja, Jorge & Mateus, canta com ele o sucesso composto por Jorge, "Querendo Te Amar", que é hino nas exposições do interior do país. A parceria dos três taebém está no segundo álbum da dupla com a música "Não sai da minha vida" (autoria também de Peixe). A nova música de Peixe “Eu Juro” é gravada em parceria com a dupla. Encerrando o pacote, em faixa bônus, o tema brincalhão "Já Que Minas Não Tem Mar, Eu Vou Pro Bar" foi composto numa mesa de boteco no sul de Minas.
No Lançamento do Axé Uberaba 2011, Alexandre Peixe foi agraciado pela Câmara Municipal da cidade com o Título de Cidadão Uberabense pelos seus serviços prestados no quesito entretenimento em micaretas locais, além de no mesmo evento, ter firmado uma parceria com o Hospital do Câncer de Uberaba, Dr Hélio Angotti para levantar fundos de amparo em um show beneficente que será realizado em breve.

## Carnaval de Salvador
A estreia em um dos maiores carnavais do Brasil foi em 2006, no circuito Barra-Ondina, em Salvador, puxando o bloco Harém, que comandou até o ano de 2010. De lá para cá é presença garantida no Bloco Open Barra que trouxe novidades para o circuito em 2009 e 2010 por ser o único bloco open bar. Em 2012, ainda puxou o Bloco Nu Outro e fez a alegria em Minas Gerais e São Paulo, fechando a folia no Carnaporto (Porto Seguro). Homenageou os 70 anos da guitarra baiana, de Gilberto Gil e de Caetano Veloso.[carece de fontes?]

## Eletrônico
Antenado às redes sociais a mistura de ritmos ao som baiano, Peixe lançou um conteúdo exclusivo em parceria com DJ Ricardo Ferrar: Peixe Remixes. São músicas do artista remixadas, numa vertente eletrônica.

## Prêmios
- Melhor compositor no Troféu Caymmi com a música “Tá Tudo Bem” – 1999 [carece de fontes?]
- Melhor música do Carnaval de Salvador “Voa, Voa” – 2003[5]
- Cantor Revelação do Band Folia – 2008 [6]